# Westgreußen
Westgreussen est une commune allemande de l'arrondissement de Kyffhäuser, Land de Thuringe.

## Géographie
| Wasserthaleben | Großenehrich | Topfstedt |
| Großenehrich   | Westgreußen  | Clingen   |
|                | Kutzleben    |           |

## Histoire
Westgreußen est mentionné pour la première fois en 817.
Le 10 avril 1945, quatre canons automoteurs antiaériens allemands sont cachés dans le village. Ils sont détruits après un bombardement. Trois soldats allemands meurent sont enterrés dans le cimetière communal à côté d'un pilote allemand mort lors d'un combat aérien la veille.

## Source, notes et références
- (de) Cet article est partiellement ou en totalité issu de l’article de Wikipédia en allemand intitulé « Westgreußen » (voir la liste des auteurs).